# Juan David Cabal
Juan David Cabal Murillo (Cali, Valle del Cauca; 8 de enero de 2001) es un futbolista colombiano. Juega como lateral o defensa central en la Juventus F. C. de la Serie A italiana. Es Internacional absoluto con la selección de Colombia. 

## Selección nacional

### Participaciones enEliminatorias al Mundial
| Eliminatoria                               | Sede del Mundial                | Posición      | Resultado  | PJ | GA | Asis |
| ------------------------------------------ | ------------------------------- | ------------- | ---------- | -- | -- | ---- |
| Eliminatorias Mundial de Norteamérica 2026 | Estados Unidos, México y Canadá | 6°lugar 22pts | En disputa | 2  | 0  | 0    |

## Estadísticas

### Clubes
Actualizado al último partido disputado el 5 de noviembre de 2024.
| Club                         | Div.          | Temporada     | Liga  | Liga  | Copas nacionales | Copas nacionales | Copas internacionales | Copas internacionales | Total | Total |
| Club                         | Div.          | Temporada     | Part. | Goles | Part.            | Goles            | Part.                 | Goles                 | Part. | Goles |
| ---------------------------- | ------------- | ------------- | ----- | ----- | ---------------- | ---------------- | --------------------- | --------------------- | ----- | ----- |
| Atlético Nacional · Colombia | 1.ª           | 2019          | 8     | 0     | 1                | 0                | _                     | _                     | 9     | 0     |
| Atlético Nacional · Colombia | 1.ª           | 2020          | 1     | 0     | 1                | 0                | _                     | _                     | 2     | 0     |
| Atlético Nacional · Colombia | 1.ª           | 2021          | 13    | 0     | 1                | 0                | _                     | _                     | 14    | 0     |
| Atlético Nacional · Colombia | 1.ª           | 2022          | 23    | 1     | 2                | 0                | 0                     | 0                     | 25    | 1     |
| Atlético Nacional · Colombia | Total club    | Total club    | 45    | 1     | 5                | 0                | 0                     | 0                     | 50    | 1     |
| Hellas Verona F. C. · Italia | 1.ª           | 2022-23       | 12    | 0     | 0                | 0                | 0                     | 0                     | 12    | 0     |
| Hellas Verona F. C. · Italia | 1.ª           | 2023-24       | 22    | 0     | 0                | 0                | 0                     | 0                     | 22    | 0     |
| Hellas Verona F. C. · Italia | Total club    | Total club    | 34    | 0     | 0                | 0                | 0                     | 0                     | 34    | 0     |
| Juventus F. C. · Italia      | 1.ª           | 2024-25       | 7     | 0     | 0                | 0                | 2                     | 0                     | 9     | 0     |
| Juventus F. C. · Italia      | Total club    | Total club    | 7     | 0     | 0                | 0                | 2                     | 0                     | 9     | 0     |
| Total carrera                | Total carrera | Total carrera | 86    | 1     | 5                | 0                | 2                     | 0                     | 93    | 1     |

### Selección nacional
| Selección           | Año   | Amistosos | Amistosos | Mundial | Mundial | Copa América | Copa América | Eliminatorias | Eliminatorias | Total | Total |
| Selección           | Año   | Part.     | Goles     | Part.   | Goles   | Part.        | Goles        | Part.         | Goles         | Part. | Goles |
| ------------------- | ----- | --------- | --------- | ------- | ------- | ------------ | ------------ | ------------- | ------------- | ----- | ----- |
| Absoluta · Colombia |       |           |           |         |         |              |              |               |               |       |       |
| 2024                | 0     | 0         | 0         | 0       | 0       | 0            | 2            | 0             | 2             | 0     |       |
| Total               | Total | 0         | 0         | 0       | 0       | 0            | 0            | 2             | 0             | 2     | 0     |

## Palmarés

### Torneos nacionales
| Título          | Club              | País     | Año  |
| --------------- | ----------------- | -------- | ---- |
| Copa Colombia   | Atlético Nacional | Colombia | 2021 |
| Torneo Apertura | Atlético Nacional | Colombia | 2022 |